# Jeruklegi Wetan
Jeruklegi Wetan is een bestuurslaag in het regentschap Cilacap van de provincie Midden-Java, Indonesië. Jeruklegi Wetan telt 6485 inwoners (volkstelling 2010).